# 埼玉県道274号赤浜小川線

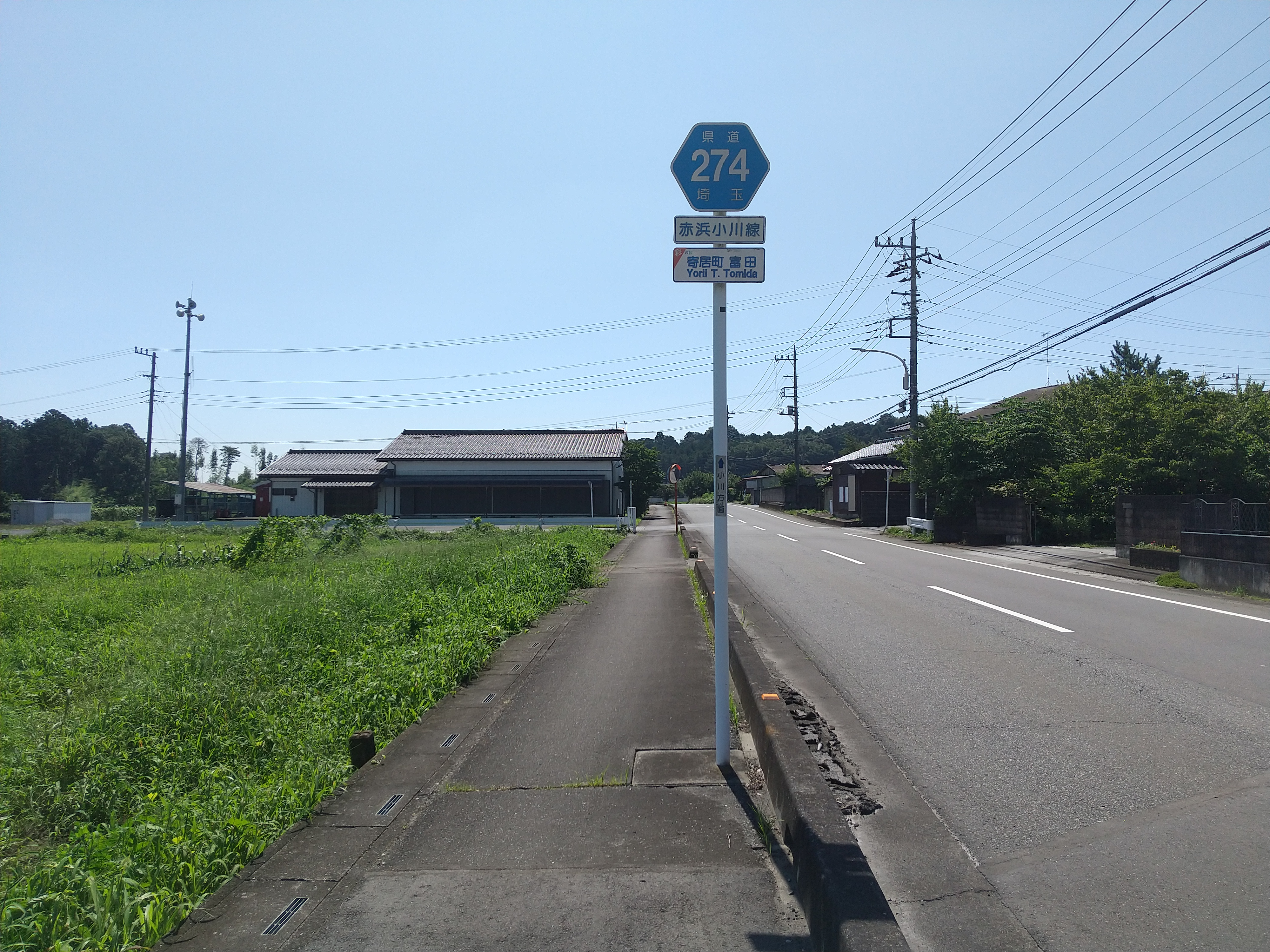
寄居町富田付近

埼玉県道274号赤浜小川線（さいたまけんどう274ごう あかはまおがわせん）は、埼玉県の大里郡寄居町から比企郡小川町に至る県道である。

## 概要
概ね2車線で整備されているが、起点の大字赤浜付近では狭隘区間がある。終点の飯田付近では国道254号と東武東上本線をオーバーパスする橋を通過した後に交差点を経て屈折し、国道254号と交差して終点となる。
寄居町牟礼地区から富田地区まで本線より北に2車線のバイパス道路が建設され、2024年3月26日に開通した。

## 路線データ
- 起点 - 埼玉県大里郡寄居町大字赤浜（埼玉県道81号熊谷寄居線交点）
- 終点 - 埼玉県比企郡小川町（国道254号交点）
- 総距離 - 7,684m

## 地理

### 通過する自治体
- 埼玉県
  - 大里郡寄居町 - 比企郡小川町

### 接続・交差する道路
| 交差する道路                      | 交差点名  | 所在地 | 所在地   |
| --------------------------------- | --------- | ------ | -------- |
| 埼玉県道81号熊谷寄居線            | ※信号なし | 寄居町 | 大字赤濱 |
| 埼玉県道252号東伴場地男衾停車場線 |           | 寄居町 | 大字赤濱 |
| 国道254号（小川バイパス）         | 角山上    | 小川町 | 角山     |
| 国道254号                         | 飯田西    | 小川町 | 飯田     |

### 交差する鉄道と河川
- 新吉野川
- 市野川（可吹橋）
- 兜川（小川西陸橋）
- 東武東上線（小川西陸橋）

### 沿線の施設
| 施設                 | 所在地 |
| -------------------- | ------ |
| 出雲乃伊波比神社     | 寄居町 |
| 下郷公会堂           | 寄居町 |
| 長昌寺               | 寄居町 |
| 寄居カントリークラブ | 寄居町 |
| 森林公園ゴルフ倶楽部 | 寄居町 |
| 小川病院             | 小川町 |

## ギャラリー

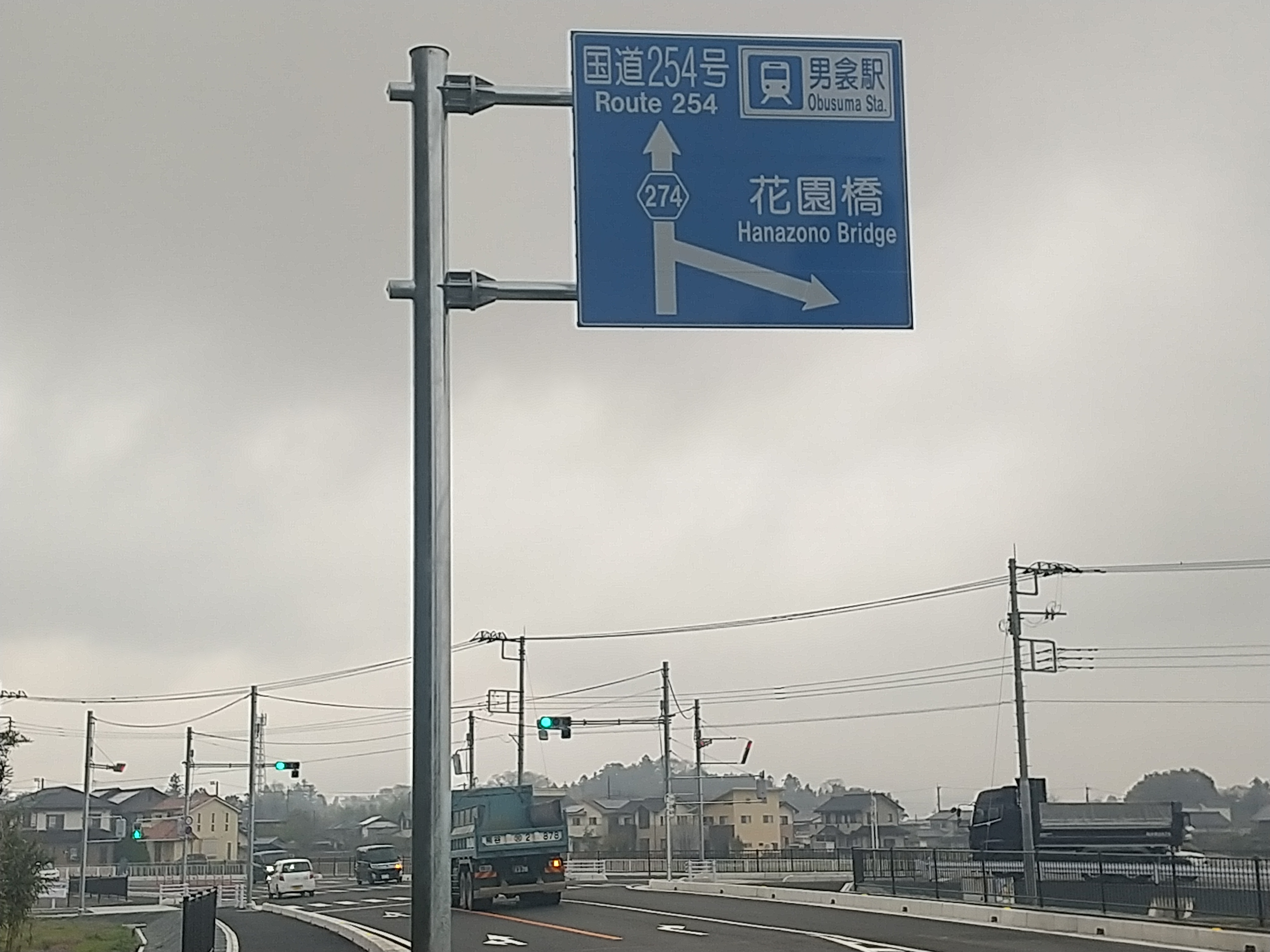
寄居町富田付近
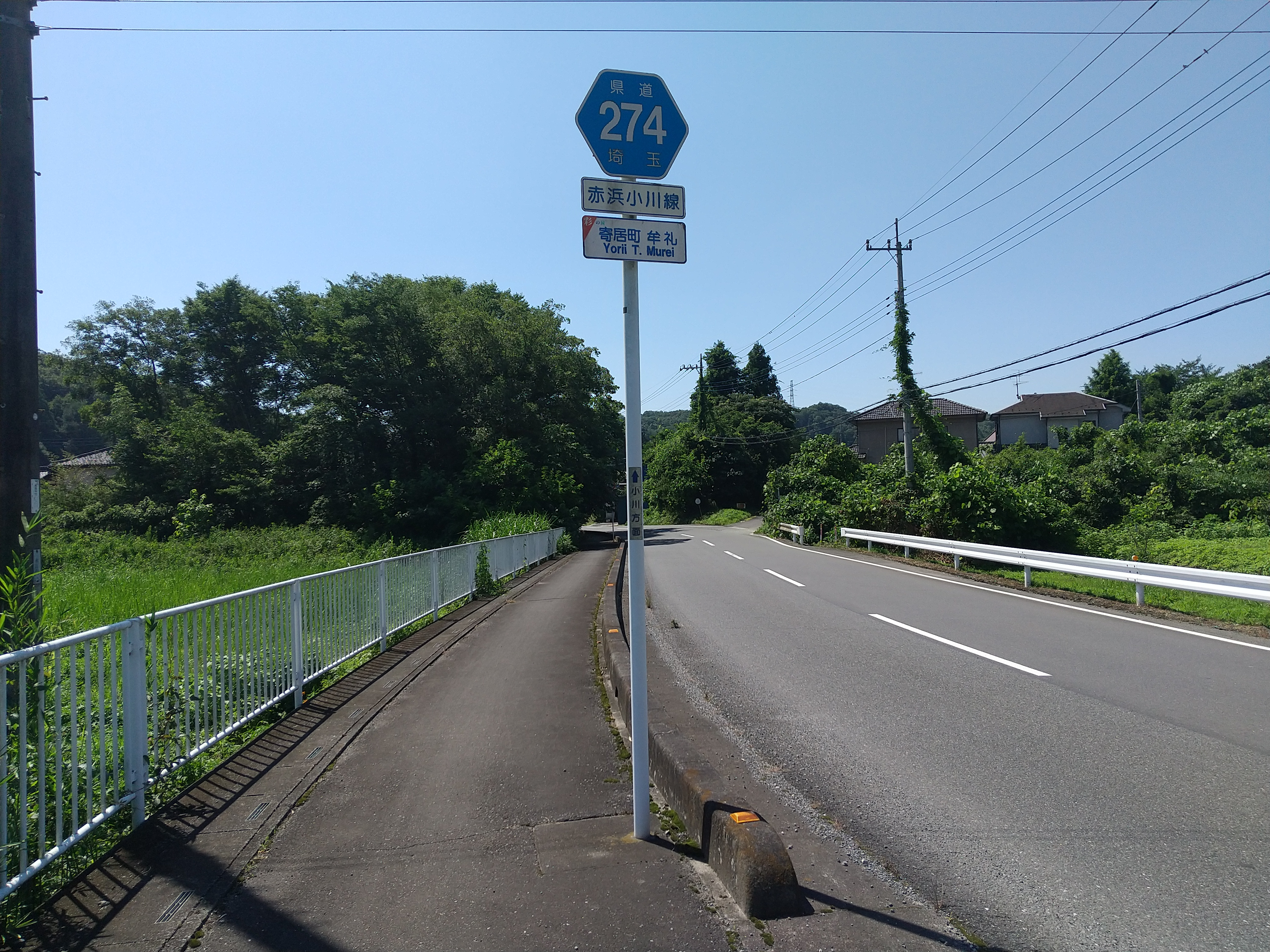
寄居町牟礼付近
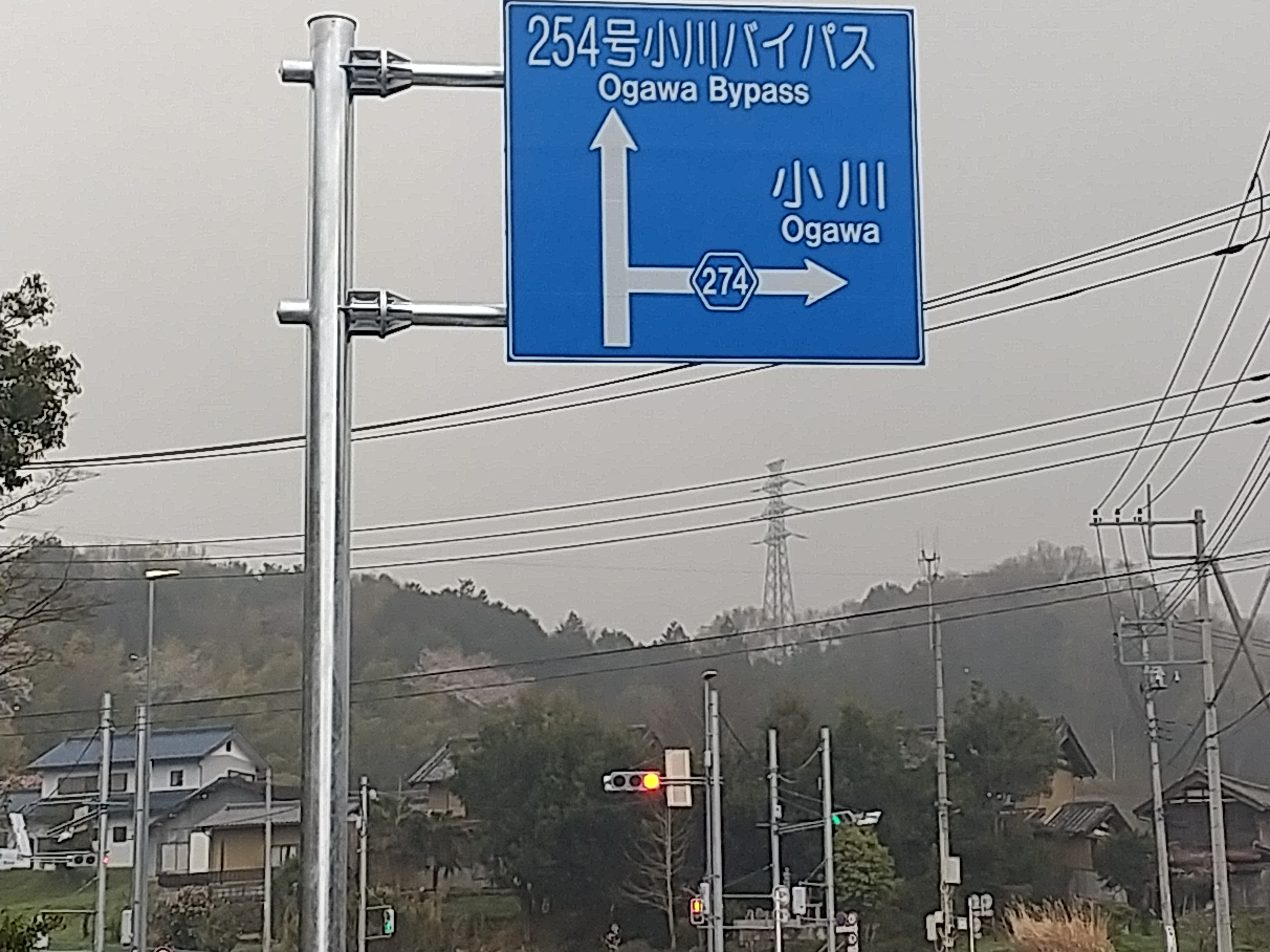
寄居町牟礼交差点付近
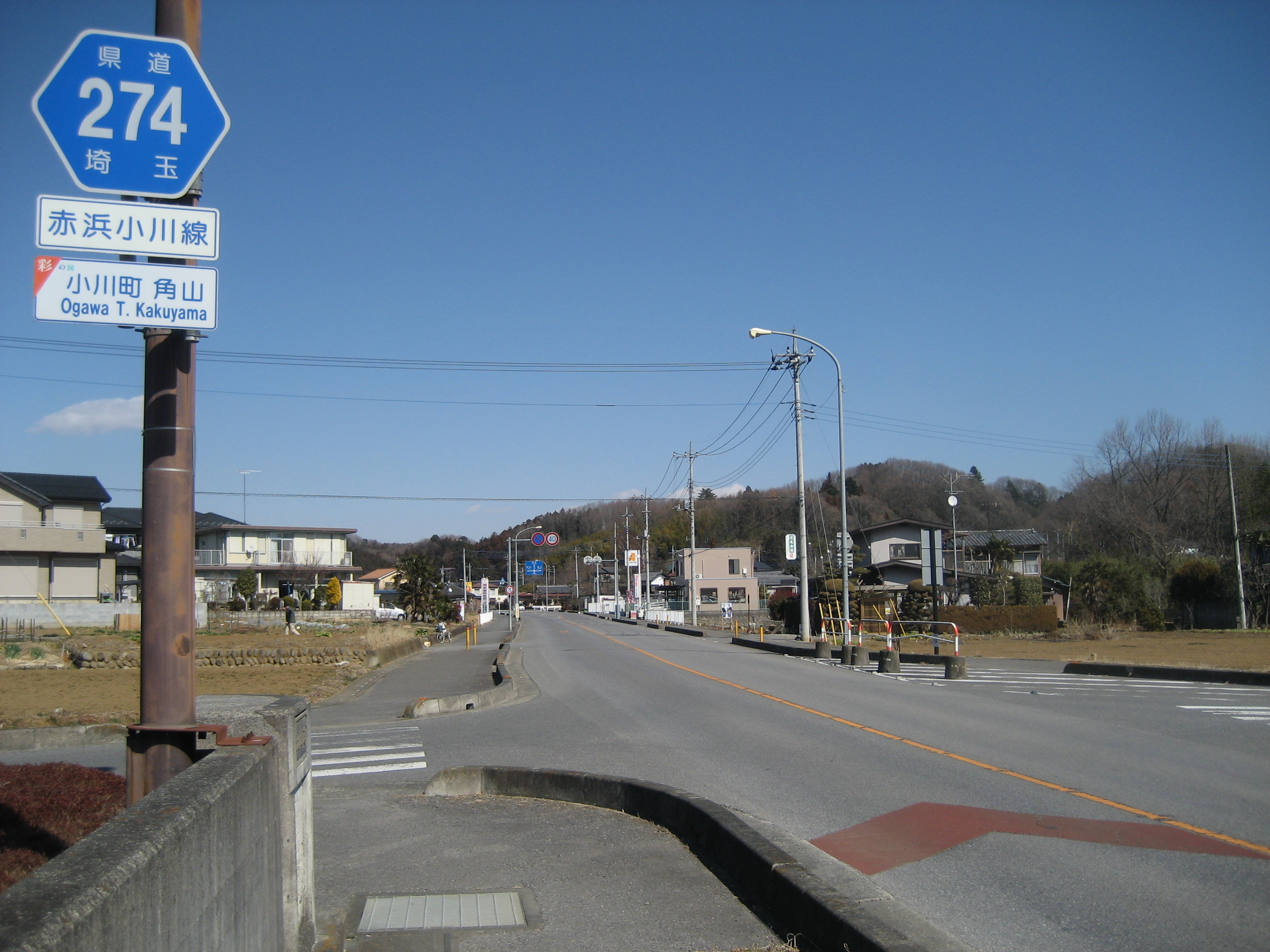
小川町角山付近